# رخت

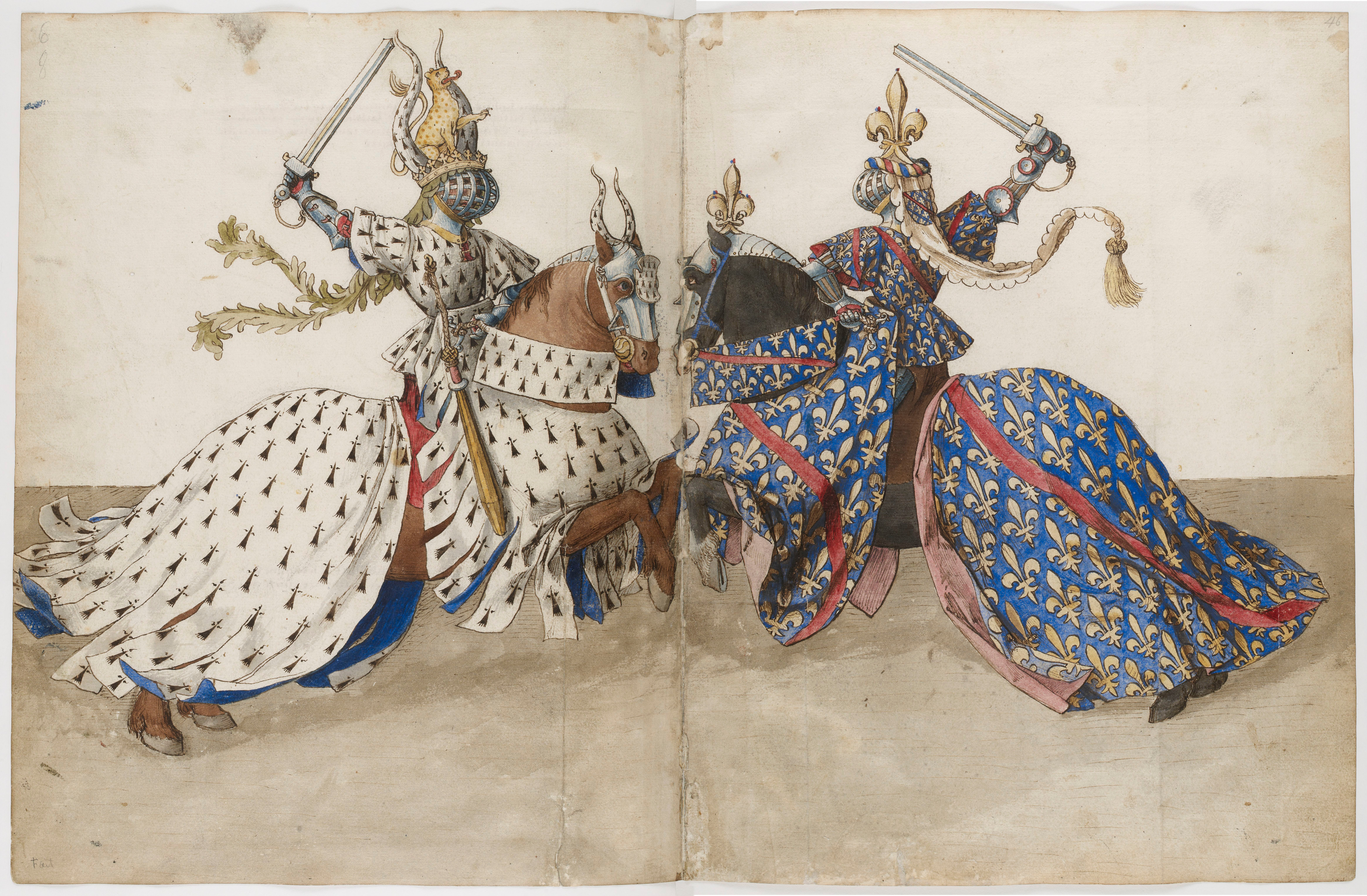
دوقات برطانية (يسار) وبوربون على خيول مهووسة في قتال البطولة (1460)

الرَّخْت هو غطاء من القماش يوضع فوق حصان أو حيوان آخر للحماية والتزيين. تستخدم في العصر الحديث في المواكب ولإعادة تمثيل التاريخ.

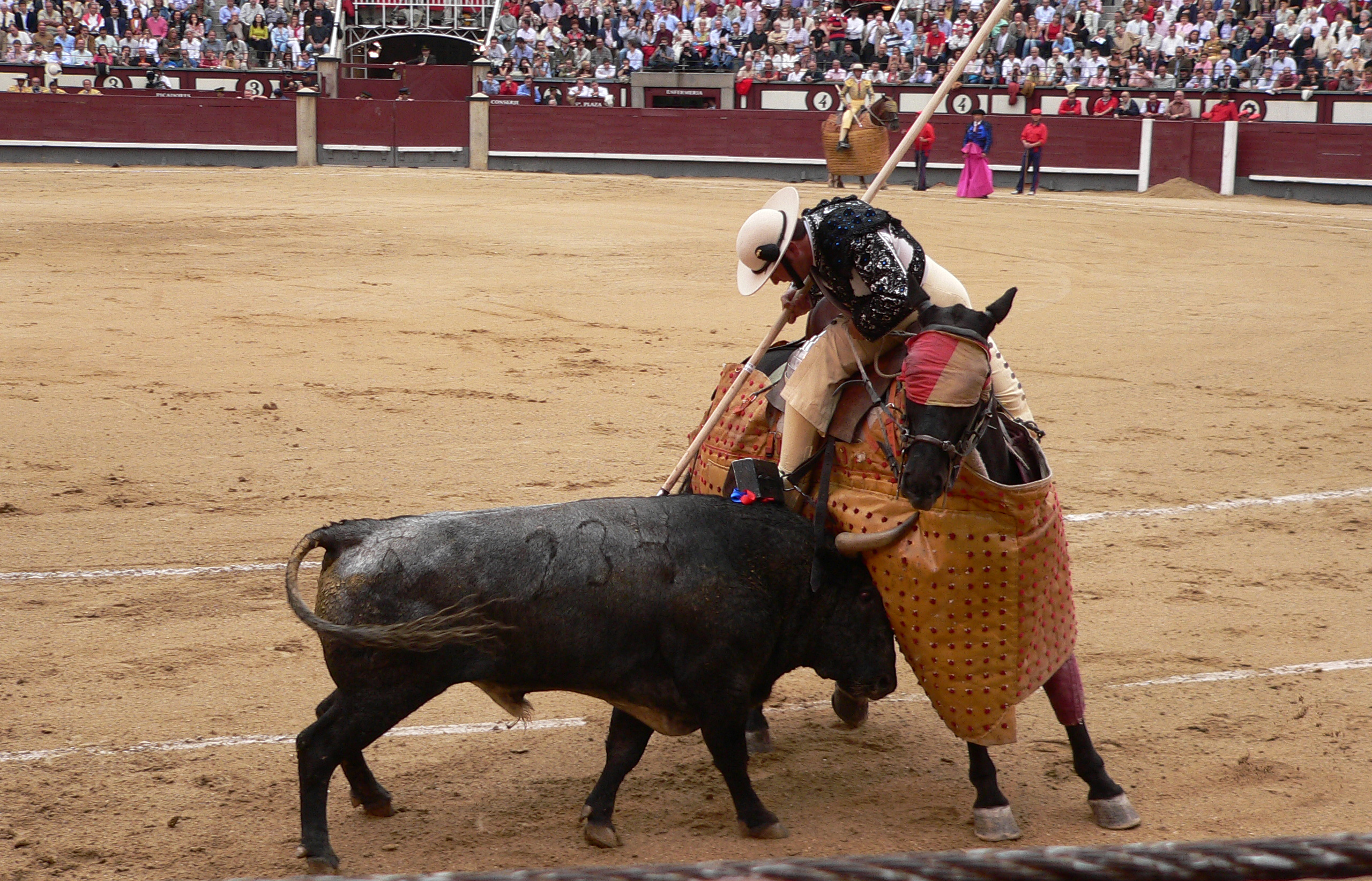

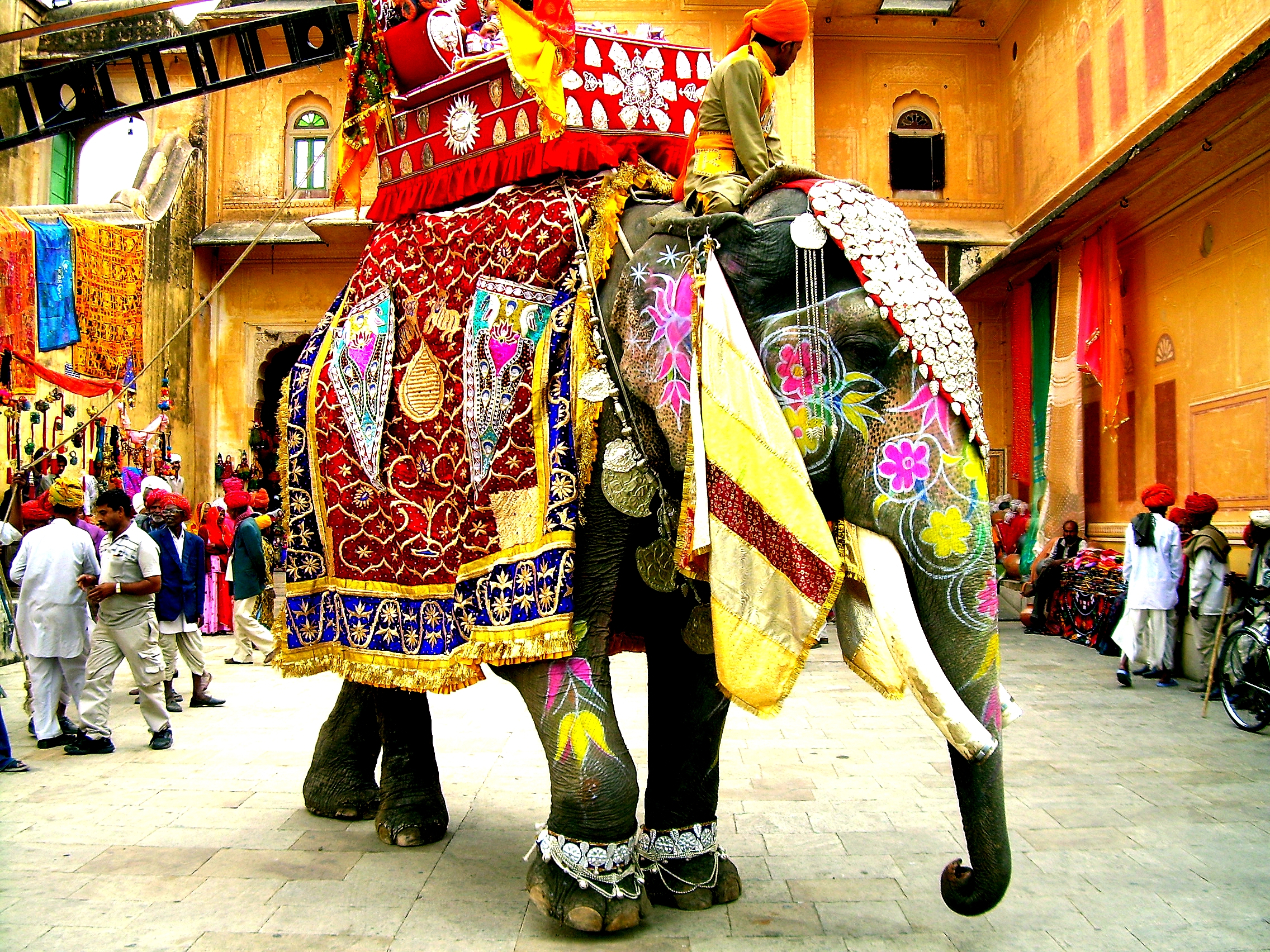
فيل هندي مزين يحمل هودج خلال معرض في جيبور في الهند